# Oblężenie Masady
Oblężenie Masady – oblężenie w roku 73 naszej ery, w końcowym okresie wojny żydowskiej (66–73).

## Historia
Masada była twierdzą żydowską znajdującą się nad Morzem Martwym. Wybudowana na zlecenie króla Heroda Wielkiego, była twierdzą prawie niedostępną, jedną z trzech największych żydowskich twierdz. Zamknęła się w niej grupa najbardziej radykalnych żydowskich przeciwników Rzymu – grupa sykariuszy pod wodzą Eleazara ben Jaira.
Jesienią roku 72 Rzymianie, chcący sobie ostatecznie podporządkować całą Judeę, podjęli próbę zdobycia twierdzy. Stroną rzymską, w której główną siłę stanowił Legion X Fretensis, dowodził namiestnik Flawiusz Silwa. Początkowo Rzymianie opasali masyw góry łańcuchem cyrkumwalacji – wałami i umocnieniami, co miało spowodować śmierć głodową Żydów, co jednak nie odniosło skutku, gdyż Żydzi posiadali duże ilości wody w cysternach i żywności w składach (zboże, oliwa, daktyle i wino pochodziły podobno z czasów Heroda Wielkiego, a zachowały się dzięki suchemu i czystemu powietrzu).
Rzymianie musieli więc obrać inną taktykę – rozpoczęli uciążliwe prace, sypiąc siłami tysięcy żydowskich jeńców wysokie rampy ziemne i podsuwając machiny stromą ścieżką od strony zachodniej. 1 maja 73 roku Rzymianie zdołali skruszyć za pomocą tarana mur na jednym odcinku, ale Żydzi wznieśli w wyrwie drewnianą barykadę, którą Rzymianie próbowali spalić. W osiągnięciu tego celu przeszkadzał im wiatr, jednakże, gdy zmienił kierunek, udało się Rzymianom wzniecić jej pożar.
Ponieważ zapadała noc, Flawiusz Silwa zdecydował, iż ostateczny szturm będzie miał miejsce następnego dnia. Wtedy jednak okazało się, że twierdza nie była przez nikogo broniona – zbiorowe samobójstwo popełniło 960 osób.
Do samobójstwa powstańców skłonił ich przywódca, Eleazar ben Jair. Najpierw każdy mężczyzna zabił swoją żonę i dzieci, a następnie wylosowano spośród nich dziesięciu, którzy zabili pozostałych mężczyzn. Z tych dziesięciu wyznaczono jednego, który zabił dziewięciu mężczyzn, a na końcu sam popełnił samobójstwo. Według tradycji życie zdołało uratować 7 osób – 2 kobiety i 5 dzieci, które ukryły się w kanałach doprowadzających wodę do cystern.
Zakończenie oblężenia Masady jest równoznaczne z zakończeniem wojny żydowskiej.